# Harry Elkes
Harry D. Elkes (Port Henry, 28 febbraio 1878 – Boston, 30 maggio 1903) è stato un pistard statunitense.
Professionista dal 1897 al 1903, durante la sua breve carriera ottenne numerosi record, tra cui il record mondiale sulle 5 miglia (percorrendole in 6 minuti, 12 secondi e 1/5).
Il ciclista Major Taylor lo definì come "uno dei più grandi corridori di mezzofondo che abbiano mai pedalato su una bicicletta".
Elkes morì in un incidente in bicicletta al Charles River Track di Cambridge in Massachusetts, all'età di 25 anni.